# マイル修行

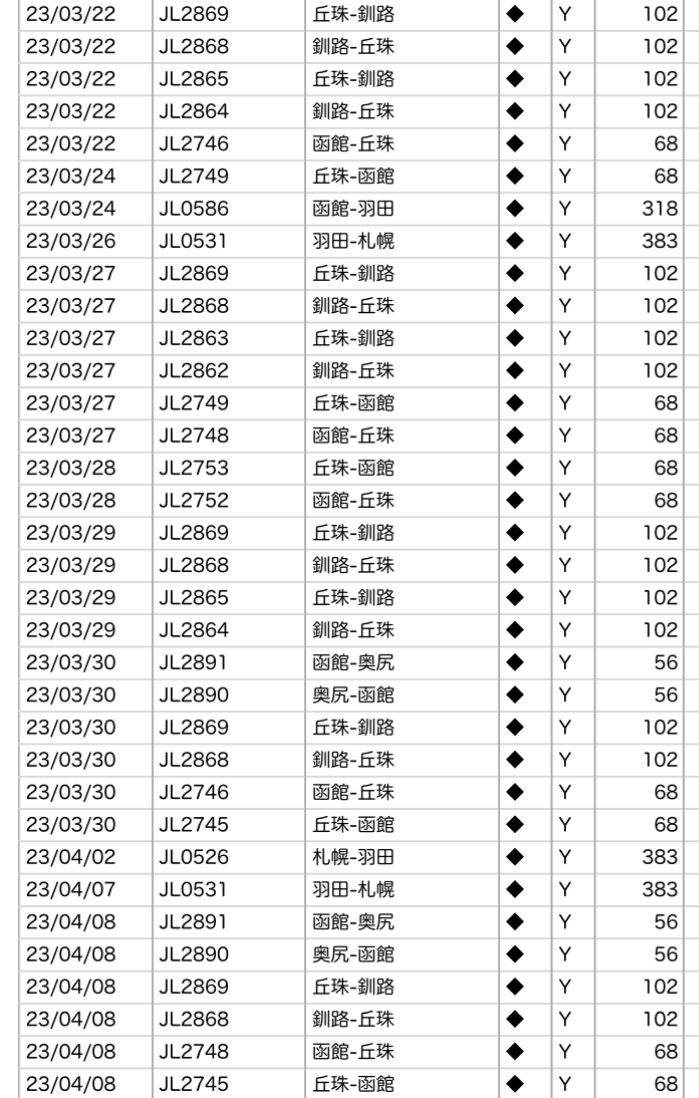
いわゆる回数修行を行った時の搭乗履歴の例。

マイル修行（マイルしゅぎょう）とは、航空会社の運営するマイレージサービスにおいて、多頻度顧客に提供される上級会員特典の獲得を目的とした、有償航空券による旅行の俗称。実際にはフライトで得られるポイントの獲得を主とするため「航空会社プログラム名 + 修行」「航空会社ステイタス名 + 修行」と呼ばれることが多くなった。
このような航空旅行をする者は、旅先での観光や宿泊をあまりせずに、短期間で多回数飛行機に乗り続けるため、体力・時間・金銭を消耗するなど、一般的観点からは”苦痛”と思われる行為をすることから、僧侶の修行に例えて「マイル修行僧」と呼ばれていたが、こちらも、現在ではマイルを言わず、単に「修行僧」と呼ばれることが多くなった。
英語では、マイルやポイント、ステータスなどの最大化を目的として実行される航空機による旅行を「マイレージ・ラン (a mileage run)」と称する。

## 概要
1990年代中頃、円高を反映して海外航空券が割安になり、気軽に海外旅行に行く人が増えてきたことを背景に、ユナイテッド航空やノースウエスト航空といったアメリカ合衆国の航空会社が、日本語でマイレージサービスの情報を提供するようになった。
これらのアメリカ系航空会社では、アジア圏内の「自社便特典航空券」を比較的少ないマイル数で提供しており、特にビジネスクラスやファーストクラスでは、現金での利用に比べてメリットが大きかった（例えば、日本-ニューヨーク間をエコノミークラス格安航空券で2往復すれば、東京-バンコクなどのアジア都市間を、ビジネスクラス特典航空券で往復することができた）。
この点に着目した旅行者達の間で、近距離特典旅行の獲得を目的として、閑散期の格安運賃で長距離の太平洋路線を利用することが流行した。エコノミークラスでの長距離旅行は時間的・身体的に負担がかかるにもかかわらず、その旅行の目的地での観光や用事には執着せずに、搭乗過程で得られたマイルや上級会員資格にのみ「大きな価値を見出す」という、それまでにない旅行のスタイルが出現した。
1997年（平成9年）、日本航空・全日本空輸・日本エアシステムがそれまでのポイントプログラムを改良して「マイレージサービス」を始めると、日本国内線でも同様の「修行」行為が見られるようになった。インターネット上には「マイル修行僧」が情報交換する電子掲示板が幾つもあり、かなりの人数がいるとされる。

## 目的
- 総飛行距離に応じてマイレージと交換できる無料航空券や、上級座席（ビジネスクラスなど）へのアップグレード権利[2]。
- 年間飛行距離や年間飛行回数に応じて設定される上級会員資格（JGC、SFCなど）の取得[2][4]。
- 得られた上級会員資格の維持[2]。

## 手段
- 遠距離の往復搭乗。東京-ワシントン間などの遠距離行路であっても、折り返し便で帰国するなど[1]。
  - 国内の場合、東京羽田-紋別（俗にいう「紋別タッチ[7]」)を使うなど。
- 経由地点を増やし、搭乗回数を増やす。大阪→札幌の場合でも、大阪→仙台、仙台→札幌とするなど[3]。
- 搭乗時間が短い路線を数往復して搭乗回数を増やす。大阪-但馬、福岡-宮崎（どちらも片道35～40分）往復など[8]。
- 周遊飛行をする。札幌→函館→釧路→札幌など[3]。
- 航空会社が企画したホッピングツアーを利用する。[9]
- 効率的に上級会員資格を得る方法として、沖縄とシンガポールを短期間で往復する「OKA-SINタッチ」という修行方法が存在する。

## 航空会社から見たマイル修行
- 当初は航空会社がマイル修行を認識しておらず、予約時に「折り返し便でいいのですか」と聞いてきたり、予約センターが「間違いではありませんか」と問い合わせの電話をかけてくることがあった[1]。
- 2006年当時の日本航空は「どのような形であれ、搭乗していただけるのはありがたく、条件を満たせば特典は差し上げる」とし、修行僧の存在を歓迎する意向を明らかにしている[3]。
- 日本航空のグループ会社であるジャルパックは2008年から、「跳び飛びの旅」という、2日間で最大16回搭乗できるツアーを販売しているが、「ニッチな商品で、一定数の売上にとどまると思っていたが、現在では奄美方面への送客を支える基幹商品の一つとなっている」というコメントを2019年に出している[10] [11]。
- 上記のJALグループの例のように、路線によってはマイル修行目的の利用者を呼び込むことが、搭乗率を向上させる手段になっていることもある。また、JALの場合はJALカードの公式コラムにてマイル修行を特集したりしている[12]。

## マイル修行に影響が出るルール変更
- 2008年、全日本空輸は搭乗回数によるステータスアップを廃止した[4]。負担した運賃に見合ったステータスに改め、不公平感を無くすための改正であると全日空は報道したが[4]、短距離飛行で搭乗回数を稼ぐマイル修行対策ではないかとも言われた[4]。
- 2012年1月より、JALはJMBクリスタル・JMBサファイアなどへの到達基準として、新規に自社便でのポイント基準を設定し、他社運行便利用による資格獲得の条件が厳しくなった。FLY ONポイントの少なくとも半分を、JALグループ便利用で獲得していないと、ステータスアップができなくなった。回数でのステータスアップとなる場合も、少なくとも半分がJALグループ便で利用することが求められるようになった[13]。これにより、運賃がJALグループより廉価となる提携他社の利用を主体とした形でのステータス獲得はできなくなった。
- 2013年1月より、ANAはプラチナサービスおよびブロンズサービスへの到達基準として、新規に自社便でのポイント基準を設定し、他社運行便利用による資格獲得の条件が厳しくなった。プレミアムポイントの少なくとも半分をANA便利用で獲得していないと、ステータスアップができなくなった。これまではANA以外のスターアライアンス加盟会社のみの利用であったとしても、ANAのプラチナサービスおよびブロンズサービスを利用することが可能であった[14]。これにより、運賃がANAより廉価となる提携他社の利用を主体とした形でのステータス獲得はできなくなった。
- 2014年以降はJAL、ANAともに特に低廉な運賃における積算率の引き下げや、ボーナスマイルの計算に際し積算率を加えるなど、普通運賃で搭乗しなければ大量のマイルを獲得することが難しくなるように改訂されている。
- 2015年から2016年にかけてデルタ航空とユナイテッド航空、アメリカン航空のアメリカ大手航空会社が相次いで自社のマイレージ加算基準を「飛行距離制」から「支払い金額制」へ改めた。ただし、提携航空会社へマイレージ加算（例：AA便のマイレージをJALへ加算する）する場合や、提携航空会社便を利用（例：ANA便のマイレージをUAへ加算する）する場合は、従来通り「飛行距離制」となる。
- 近年は以上の例のように、ステータス獲得の抜け穴を埋める方向で制度が見直される傾向にある。

## ステータスに関する特例措置の事例
2020年に新型コロナウイルス感染症（COVID-19）の世界的な流行に伴い、世界各国の政府・自治体において出入国制限・行動制限・自粛要請などが行われ、世界の航空各社では大幅な路線の減便や運休が発生した。そのため、搭乗機会が減少した利用者に対する救済措置として、一部の航空会社ではステータスの有効期限延伸やステータスアップの基準を引き下げる措置などが行われた。以下がステータスの有効期限延伸やステータスアップの基準引き下げなどを行った事例である。
- 全日本空輸…2020年分の上級会員資格は2022年3月まで期限延長。同社グループ運航便利用分についてプレミアムポイントの特別倍率積算。2020年1月～6月末までが対象。既に搭乗した分も対象期間は遡って特例適用[15] [16]。
- 日本航空…2020年分の上級会員資格は2022年3月まで期限延長。同社グループ運航便利用分（コードシェア除く）についてFLY ONポイントの特別倍率積算。2020年2月～7月末までが対象。既に搭乗した分も対象期間は遡って特例適用[17] [18]。2021年度の対応としてFLY ON ステイタス所有者に対し、FLY ONポイント積算対応を実施。[19]
- ユナイテッド航空…2020年分のマイレージプラスプレミア資格は2022年1月まで期限延長。2021年のプレミア資格を取得するための条件を50％緩和。既に搭乗した分も対象期間は遡って特例適用[20]。
- アメリカン航空…2020年分の上級会員資格は2022年1月まで期限延長。2021年の上級会員資格を取得するための条件を緩和。既に搭乗した分も対象期間は遡って特例適用[21]。

## 映画
- マイレージ、マイライフ

など

## 修行僧の有名人
- 風間俊介
- パラダイス山元
- サンプラザ中野くん
- Milktub Vo. bamboo
- 浜田雅功
- ケンドーコバヤシ

など

## 最高ステイタス取得の有名人
- 出川哲朗
- イモトアヤコ
- 阿部祐二
- EXILE NAOTO[22]

など

## 特記事項
- 月刊エアライン別冊編集部の佐藤言夫編集長は、「実利だけを考えると割に合わないが、ステータスを得たという達成感が修行僧を動かすのではないか」と論じ、山登りに似た感があるとした[4]。
- 航空アナリストの鳥海高太朗は、パラダイス山元の著書「パラダイス山元の飛行機の乗り方」（ダイヤモンド社）の巻末解説に、「大人のゲームであり、ファーストクラス特典航空券は、その景品である」という内容の寄稿を行っている。また、その中において「（プレミアムパスを利用して、ひたすら飛行機に乗りまくると言うことは）理論上は可能だが、まさか実際に行動に移す人がいるとは思わなかった」とも記している。
- 乗ってきた機材でそのまま折り返すことはタッチと呼ばれ、例えば、羽田空港からオホーツク紋別空港に行き折り返すことは「紋別タッチ」または「流氷タッチ」[23]、羽田空港から那覇空港に行き折り返すことは「沖縄タッチ」[24]または「OKAタッチ」（空港の3レターコードから）といった呼び方をされている。